# Латенська культура
47°00′25″ пн. ш. 7°01′25″ сх. д. / 47.00694444° пн. ш. 7.02361111° сх. д.
Латенська культура — археологічна культура кельтських племен, що була поширена у Західній, Центральній і Південній Європі у V-I ст. до н. е.
Сформувалася у межиріччі верхнього Дунаю та Рейну на основі місцевої гальштатської культури під значним впливом античної цивілізації на зламі VI—V ст. до н. е. Назва походить від імені комуни Ла-Тен (фр. La Tène) у Швейцарії, де було виявлено першу археологічну пам'ятку цієї культури.
Найбільшого поширення культура набула у III—I ст. до н. е. і охопила території сучасних Франції, Швейцарії, Чехії, Словаччини, Австрії, Північної Італії, Південної Німеччини, Південної Польщі, Західної України, Британські острови та Ірландію, значні території Іберійського півострова, північ Балканського півострова, окремі райони півострову Мала Азія.
На території України племена кельтів, що представляли латенську культуру, у ІІІ—І ст. до н. е. проживали компактною групою (близько 40 населених пунктів) у верхів'ях річки Тиса на Закарпатті. Також їх окремі поселення знаходять у Галичині та на території басейну Дністра.
Занепад культури, починаючи з II—I ст. до н. е., пов'язаний з римськими завоюваннями та розселенням германців.
Латенська культура вплинула на культуру ряду європейських некельтських племен, зокрема, на германців і, меншою мірою, слов'ян.

## Основні ознаки
- Бронзові знаряддя вже не зустрічаються. Розвиваються ковальське, ювелірне й інші ремесла.
- З'являється гончарне коло.
- Виникають оппідуми — розташовані на підвищеннях рельєфу укріплені (фортифіковані) племінні центри або притулки. Деякі з них перетворюються в міста.
- Вдосконалена техніка землеробства — винайдено залізні плужні лемеші, серпи і коси.

Розвиток ремесла й торгівлі призвів до поширення подібних форм матеріальної культури в Західній Європі.

## Періоди

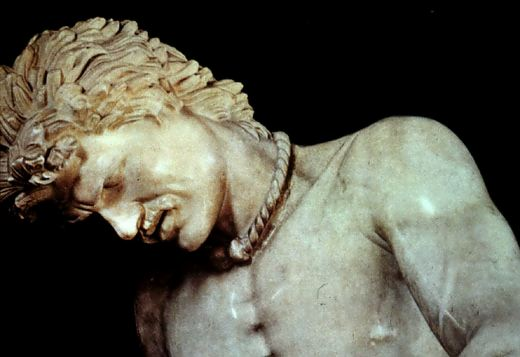
Вмираючий кельт, Пергамський вівтар.
Капітолійські музеї, Рим.

Латенська культура (класифікація запропонована німецькими вченими О. Тішлером і П. Рейнеке й французьким археологом Ж. Дешелетом) поділяється на 3 стадії:
- І стадія (500—300 рр. до н. е.) — характерні короткі загострені мечі без перехрестя, із залізними піхвами; різноманітні металеві шийні гривні; фібули з людськими і тваринними прикрасами; кераміка головним чином ліпна, частково — виготовлена на гончарному колі, зі штампованим орнаментом; поховання в ґрунтові (без насипів) могильниках.
- ІІ стадія (300—100 рр. до н. е.) — характеризується довгими мечами з округлим кінцем і вигнутим перехрестям; дерев'яними щитами з еліптичним залізним умбоном; скляними браслетами. З'являються перші місцеві монети. Кераміка високоякісна (виготовлена на гончарному крузі), у тому числі чорнолощена, вивозилася до віддалених областей. Поширюються залізні ножиці. В окремих районах зустрічаються поховання в курганах; крім трупоположення, укорінюється обряд трупоспалення.
- ІІІ стадія (100 р. до н. е. — 100 р. н. е.) — характерні дуже довгі мечі з округлим кінцем без перехрестя, кинджали з антропоморфними рукоятками, залізні шпори, замки й ключі, бронзові печатки. Численні скарби, могильники, залишки селищ, міст і укріплень латенської культури зустрічаються, крім основного району поширення і на інших територіях Західної Європи. У завойованих Римом областях латенська культура поступово зникає, поступаючись провінційній римській культурі.

## Будівництво
Поселення раннього періоду — це невеличкі укріплення, містечка і протоміста, багато з яких у пізній період перетворюються в крупні центри торгівлі і ремісництва, наприклад Бібракте (площа 135 гектарів) і Алезія (площа 97 гектарів) у Франції. Укріплення цієї епохи — передусім гальська стіна, описана ще Цезарем: дерев'яні комірки, заповнені землею і камінням та ззовні обкладені камінням, чи цеглою-сирцем. Така «композитна» конструкція робила стіну гнучкою (стійкою до таранних ударів), і одночасно вогнетривкою (через кам'яну кладку).
Жилі будинки раннього періоду — невеличкі прямокутні наземні/напівзакопані споруди зі стінами з хмизу, обмазаним глиною, на камінному цоколі і солом'яним дахом. Зустрічаються також округлі землянки з подібним дахом і стінами. Пізніше з'явились будинки з подвійними утепленими стінами.

## Релігія
Релігійні уявлення носіїв Латенської культури відомі з римських джерел і за знахідками капищ. Ймовірно, у кельтів був культ «мертвої голови». Пантеон досить великий — Цернунос (бог достатку), Тараніс (аналог римського Юпітера), Епона (богиня коней). Зважаючи на деталі орнаменту, мав місце і солярний культ.

## Мистецтво
Мистецтво латенської культури переважно орнаментально-стилізоване, що формувалося під впливом етруської і пізньоримської культур.
- На ранньому етапі з'явилися маски, увінчані подобою дволистої корони, орнаментальні мотиви пальметти й лотоса.
- У прикрасах зрілого латенського стилю (400—300 рр. до н. е.) поєднуються рельєф, гравірування, інкрустація коралами й емаллю на дорогоцінних металах; на металевих виробах 350-их рр. до н. е. з'явилися стилізовані зображення птахів і звірів.
- В 300—200 рр. до н. е. виник пластичний стиль: литі бронзові браслети із пластичними прикрасами, обручі з масивними виступами, бляхи з імітацією філіграні. Для Британських островів типові дворогі бронзові шоломи.

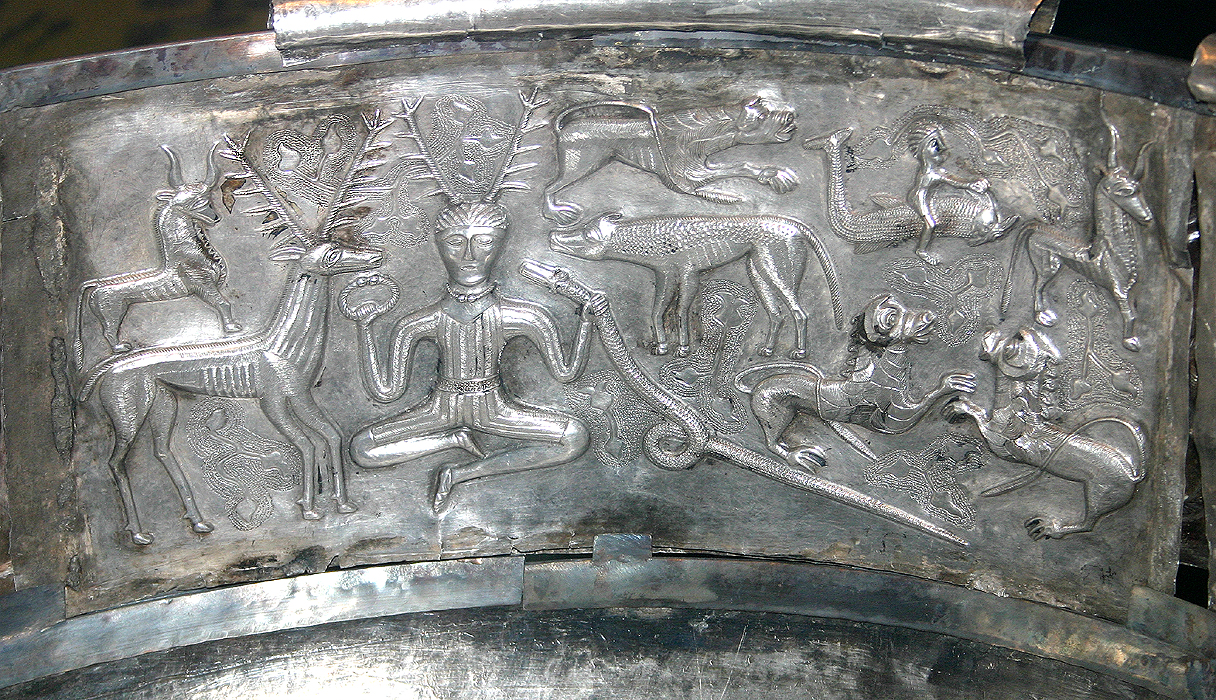
Внутрішня сторона кельтського казана. Хіммерлянд Музей, Ґундерструп
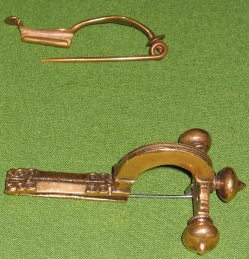
Фібули латенської культури 400—300 рр. до Р. Х.
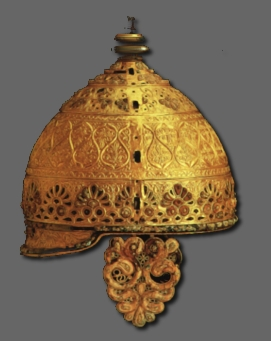
Кельтський шолом 2-го періоду Латенської культури